# Calendar Girls
Calendar Girls is een Amerikaans-Britse op feiten gebaseerde film uit 2003 van Nigel Cole, Tim Firth en Juliette Towhidi, met Helen Mirren en Julie Walters.
In 2012 was het verhaal van de Calendar Girls de basis voor een toneelstuk, dat in Nederland werd opgevoerd.

## Verhaal
North Yorkshire, Chris en Annie zijn de beste vriendinnen en beiden actief lid van het lokale Women's Institute. Hun leven wordt echter verwoest als John, de man van Annie, sterft aan leukemie. Het idee groeit al snel om met de opbrengst van hun jaarlijkse kalender een comfortabele slaapbank voor de bezoekers in het ziekenhuis te kopen. Ze beslissen om de traditionele landschappen achterwege te laten. Ze komen met het idee om WI-vrouwen discreet naakt te laten poseren terwijl zij een dagelijkse WI-activiteit uitvoeren, zoals bakken en breien. Hun voorstel wordt in het begin slecht ontvangen, maar ze overtuigen uiteindelijk tien vrouwen om deel te nemen aan het project. Het hoofd van de lokale WI, Marie, weigert het project te laten uitvoeren. Daarop gaan Chris en Annie naar een nationaal congres in Londen om hun zaak te bepleiten. Na lang beraad wordt besloten dat de uiteindelijke beslissing bij Marie ligt, die met tegenzin akkoord gaat met de verkoop van de kalender. Het wordt al snel duidelijk dat de verkoop een megasucces is. Het duurt niet lang of het dorpje wordt belaagd door de internationale pers. Niet veel later vertrekken ze naar Hollywood. De vele media-aandacht eist al vlug zijn tol en de privélevens van de vrouwen worden overhoop gehaald.

## Rolverdeling
| Acteur           | Personage       | Opmerkingen        |
| ---------------- | --------------- | ------------------ |
| Helen Mirren     | Chris Harper    | Miss January       |
| Julie Walters    | Annie Clarke    | Miss February      |
| Linda Bassett    | Cora            | Miss October       |
| Annette Crosbie  | Jessie          | Miss September     |
| Philip Glenister | Lawrence        | Fotograaf          |
| Ciarán Hinds     | Rod Harper      | Man van Chris      |
| Celia Imrie      | Celia           | Miss November      |
| Geraldine James  | Marie           | Hoofd lokale WI    |
| Penelope Wilton  | Ruth Reynoldson | Miss July          |
| Alison Pargeter  | -               | apotheek assistent |